# Edwin Howard Armstrong

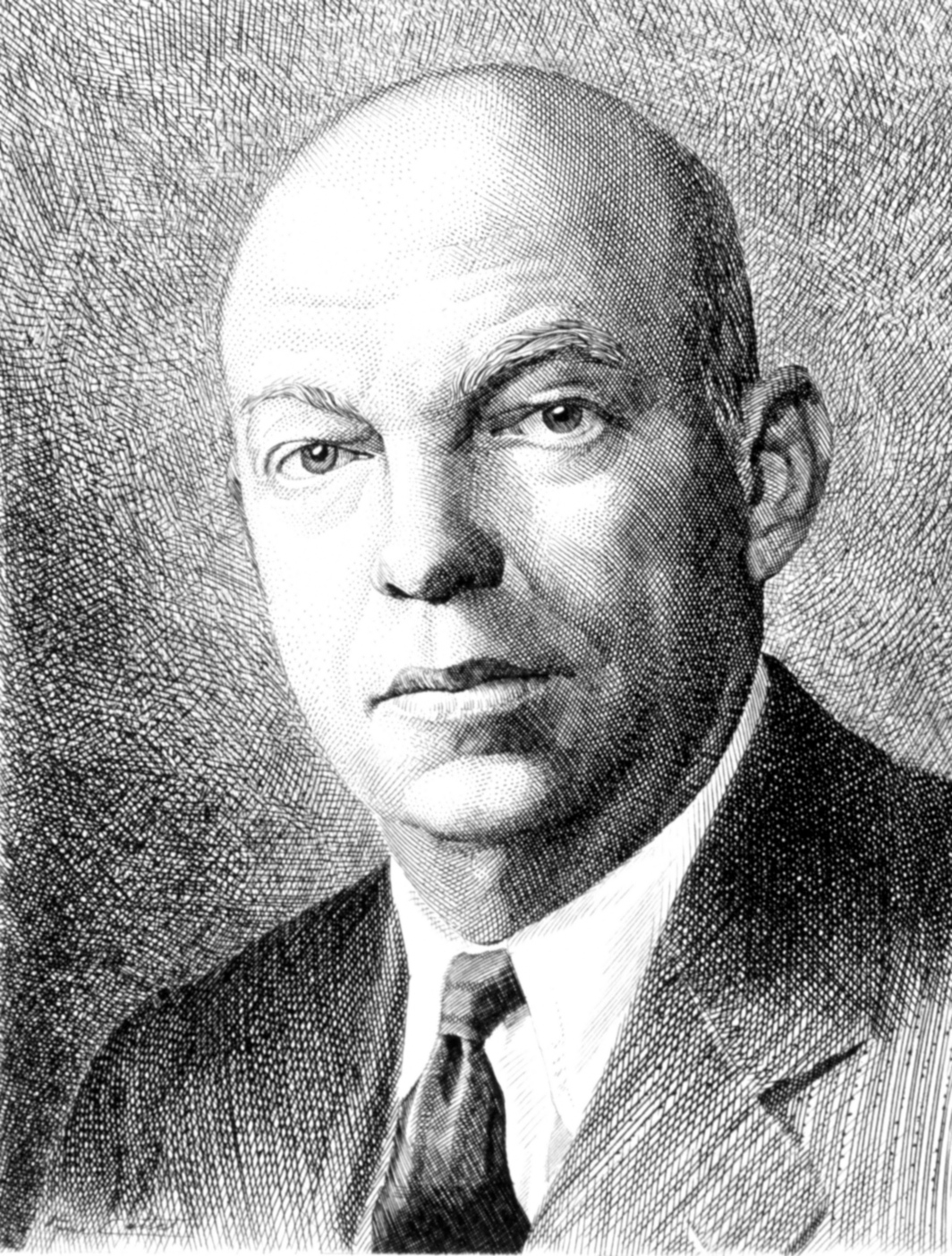
Edwin Howard Armstrong, ca. 1954

Edwin Howard Armstrong (* 18. Dezember 1890 in New York City; † 1. Februar 1954 in New York City) war ein US-amerikanischer Elektroingenieur und Erfinder. Er entwickelte und erfand Geräte und Verfahren für die Funktechnik. Einige davon, wie der Superheterodynempfänger und die Frequenzmodulation, sind heutzutage (2011) alltäglich.

## Leben
Edwin Armstrong war das erste der drei Kinder von John Armstrong und Emily Smith Armstrong. Sein Vater war Repräsentant des US-amerikanischen Zweigs der Oxford University Press, seine Mutter arbeitete vor ihrer Heirat als Schullehrerin.

### Kindheit und Jugend (1890–1910)
Schon als 14-jähriger Junge zeigte Armstrong, angetrieben u. a. durch die Funkversuche von Guglielmo Marconi, ein starkes Interesse an der gerade neu entdeckten drahtlosen Technik. Er war noch Schüler der Highschool (1905–1910), als er sich für Empfangsversuche seinen eigenen Antennenmast im elterlichen Garten baute. Der junge Armstrong experimentierte mit jedem elektronischen Teil, das er bekommen konnte, darunter auch der 1906 von Lee de Forest erfundenen Triode.

### Studium und Universität (1910–1917)
Nach dem Abschluss der Highschool besuchte Armstrong ab 1909 die Columbia University School of Engineering, um seine Kenntnisse zu vertiefen. Im Jahr 1912, mit 21 Jahren und noch Student an der Columbia-Universität, machte Armstrong seine erste Erfindung. Er benutzte de Forests Triode, die bisher nur als Audion eingesetzt wurde, zur Verstärkung der schwachen Funksignale, indem er einen kleinen Anteil des Ausgangsstroms der Röhre zurück auf die Steuerelektrode führte. Erhöhte er den rückgekoppelten Anteil, dann war seine Schaltung als Oszillator zu verwenden.
Im Jahr 1913 machte er seinen Ingenieursabschluss. Etwa ein halbes Jahr nach Alexander Meißner reichte er am 29. Oktober 1913 seine Erfindung beim Patentamt ein und erhielt am 6. Oktober 1914 das Patent für die Regenerative Schaltung. Später wurde dieses Patent in einem zwölf Jahre dauernden Rechtsstreit von Lee De Forest angefochten.
Nach seinem Abschluss arbeitete er an der Columbia-Universität und war Assistent seines Mentors, Professor Michael Pupin. Mit ihm zusammen beantragte er u. a. Ende 1917 ein Patent für eine hochselektive Empfangsschaltung, welches 1922 bewilligt wurde.

### Im Ersten Weltkrieg (1917–1919)

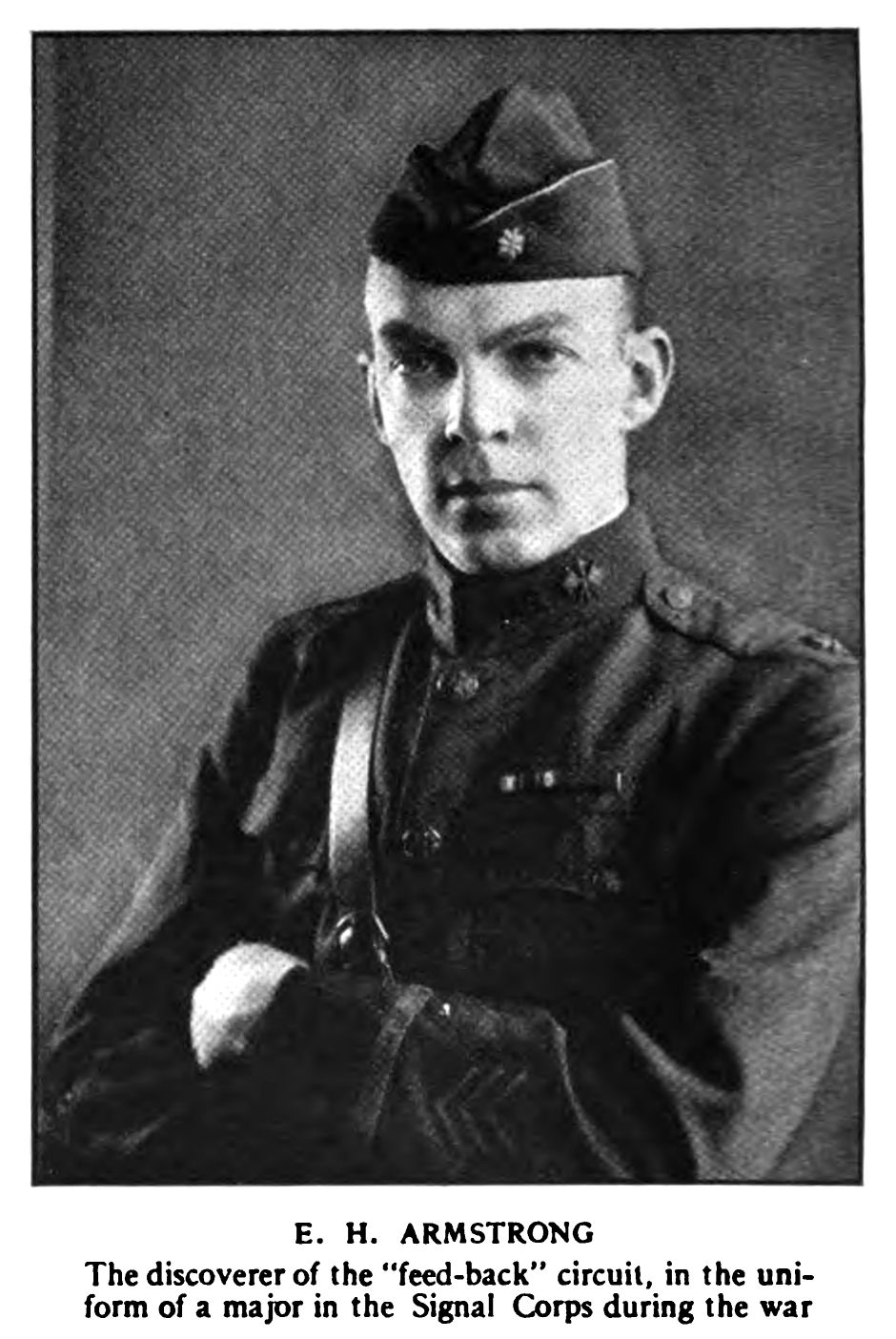
Major Armstrong

1917 wurde Armstrong Captain im U.S. Army Signal Corps. Die Amerikaner hatten noch nicht in die Kämpfe im Ersten Weltkrieg eingegriffen, als Armstrong im Oktober 1917 nach Paris abkommandiert wurde. Die Einheit, in der Armstrong diente, testete verschiedene Empfänger der Franzosen und der Amerikaner, um sie zu verbessern, untersuchte Geräte vom Feind und sollte feindliche Funkübertragungen aufspüren.
Im Jahr 1918 machte er seine nächste bedeutende Erfindung, den Superheterodynempfänger, von dem er in Paris einen Prototyp baute und ihn auf dem Eiffelturm testete. Dieses Gerät hatte eine bis dahin unerreichte Empfindlichkeit. Ende 1918 meldete er seine Erfindung in Frankreich und England zum Patent an. In den USA reichte Armstrong am 8. Februar 1919 einen Antrag dafür ein, und am 8. Juni 1920 wurde ihm das Patent zugesprochen. Diese Erfindung wurde ihm später ebenfalls streitig gemacht.
Gegen Ende seiner Dienstzeit wurde Armstrong in den Rang eines Majors erhoben, und er bekam von General Ferrié, dem Leiter des französischen Militärnachrichtendiensts, die Auszeichnung „Ritter der Ehrenlegion“ verliehen.

### Zurück in Amerika (1919–1940)
Zurück in Amerika, konnte Armstrong die Rechte für seinen Regenerativempfänger und den Überlagerungsempfänger im Oktober 1920 für 335.000 USD an die Westinghouse Electric and Manufacturing Company verkaufen. Trotzdem arbeitete er weiterhin an der Columbia-Universität.
Am 27. Juni 1921 beantragte er ein Patent für den Superregenerativempfänger, eine Weiterentwicklung des Regenerativempfängers. Teile dieses Schaltungsprinzips wurden von John Bolitho entwickelt, und Armstrong hatte ihm die Rechte dafür abgekauft. Am 25. Juli 1922 erhielt er das Patent und verkaufte die Rechte daran der im Oktober 1919 neu gegründeten Radio Corporation of America (RCA) für 200.000 USD und 60.000 RCA-Aktien im Wert von 217.500 USD. Verknüpft mit dem Verkauf an RCA war ein Vorkaufsrecht für weitere Erfindungen Armstrongs.
Im Jahr 1923 besaß Armstrong den größten RCA-Aktienanteil, den eine einzelne Person hielt. Während seiner geschäftlichen Kontakte lernte er Marion MacInnes, die damalige Sekretärin von David Sarnoff, dem Präsidenten von RCA, kennen. Am 1. Dezember 1923 heirateten Edwin Armstrong und Marion MacInnes. Sein Hochzeitsgeschenk an sie war ein tragbares Radiogerät. Seine Patente wurden in dieser Zeit zunehmend angegriffen, und die Klärung der Ansprüche hatte zahlreiche Gerichtsprozesse für Armstrong zur Folge. Ungeachtet dessen forschte und entwickelte er weiter an der Verbesserung der Radiotechnik. 1934 erhielt er eine Professur an der Columbia-Universität.
Ein großes Problem der damaligen Technik war die Anfälligkeit der benutzten Amplitudenmodulation für atmosphärische Störungen auf dem Übertragungsweg. Armstrong erkannte, dass er diesem Problem nur mit einer anderen Modulationsart beikommen konnte. Seine Überlegungen mündeten in der Entwicklung der Breitband-Frequenzmodulation. Gegen alle Widerstände gelang es Armstrong Ende 1939, Anfang 1940, eine Sendegenehmigung von der Federal Communications Commission (FCC) für einen FM-Versuchssender zu erhalten. Auch um die Rechte an der FM-Technik entwickelte sich ein langer und teurer Rechtsstreit.

### Während des Zweiten Weltkriegs (1939–1945)
1939 wurde Armstrong vom US-Signal Corps als ziviler Berater für den Einsatz von FM-modulierten militärischen Kommunikationsgeräten hinzugezogen. Zwischen 1940 und 1941 arbeitete er unentgeltlich an einigen Projekten für die Signal Corps. Während dieser Zeit, im Jahr 1942, erhielt er die Edison-Medaille des Institute of Electrical and Electronics Engineers (IEEE).
In den Jahren danach bis Kriegsende übernahm er Arbeiten für das Militär gegen Bezahlung. Sein Hauptbeitrag während dieser Zeit war ein Langreichweiten-FM-Radarsystem, das bis Kriegsende aber noch nicht fertiggestellt war. Während der Kriegsjahre überließ er seine Rechte für die Nutzung der FM-Patente kostenfrei dem US-Militär. Er erhielt 1947 eine Ehrenmedaille für seine Verdienste um das militärische Nachrichtenwesen im Zweiten Weltkrieg.

### Nach 1945
Durch die 1945 von der FCC gefällte Entscheidung, das FM-Frequenzband zu verschieben, und die lang andauernden gerichtlichen Auseinandersetzungen um die Patentrechte an der FM-Technik mit RCA geriet Armstrong in den Nachkriegsjahren immer mehr in finanzielle Bedrängnis. Er zerstritt sich mit seiner Frau Marion, und nach 30 Ehejahren verließ sie ihn im November 1953.
In der Nacht vom 31. Januar 1954 nahm sich Edward Armstrong das Leben. Er stürzte sich aus dem 13. Stock seines Apartments in den Tod. Seiner Frau hinterließ er einen zweiseitigen Abschiedsbrief, in dem er bedauerte, so aus dem Leben zu scheiden, und ihr seine Liebe beteuerte.
(Die Angaben über Armstrongs Todestag widersprechen sich teilweise. Einige Quellen geben den 31. Januar an, andere den 1. Februar 1954, da er erst morgens um 10:30 Uhr an diesem Tag auf dem Vordach des Gebäudes gefunden wurde. Der Artikel hält sich an das Datum, das auf seinem Grabstein angegeben ist.)

## Die Entwicklung des FM-Radios
In den Jahren 1927 bis 1933 reichte Armstrong vier Patente ein, die sich mit der Technik der Frequenzmodulation beschäftigten, und am 26. Dezember 1933 erhielt er sie. Das Prinzip der Frequenzmodulation war schon seit ca. 1922 bekannt, es wurden aber immer nur Versuche mit Schmalband-FM unternommen. Aus der Theorie dazu und den erzielten Ergebnissen wurde der Schluss gezogen, dass die FM-Modulation praktisch wertlos sei.
Da Armstrong 1922 RCA das Vorkaufsrecht auf zukünftige Erfindungen eingeräumt hatte, demonstrierte er die Technik zwischen 1933 und 1934 David Sarnoff und den Technikern von RCA. Es wurde entschieden, dass weitere Tests nötig seien, und ab Mai 1934 wurde ein noch nicht für Fernsehausstrahlungen benutzter Sender von NBC, einer Tochter von RCA, auf dem Empire State Building dafür in Betrieb genommen. Die Tests liefen bis Oktober 1935. Die Breitband-Frequenzmodulation zeigte ihre Vorzüge, sogar bei schweren Gewittern war die Übertragung frei von Störungen und hatte dabei die beste Wiedergabequalität, die bis dahin mit Funksendungen erreicht worden war.
RCA und Sarnoff aber reagierten zurückhaltend auf seine Neuheit – zu groß schienen die erforderlichen Umstellungen auf der Sender- und der Empfangsseite zu sein, um die neue Technik zu nutzen. Außerdem war Sarnoff der Überzeugung, dass dem Fernsehen, in das RCA stark investierte, die Zukunft gehören würde, nicht dem Radio.
So kam Armstrong zu dem Schluss, dass er nur mit einem eigenen Sender die Vorzüge der neuen Technik verbreiten könne. Er verkaufte einen Anteil seiner RCA Aktien und ließ in Alpine, New Jersey für 300.000 USD seinen eigenen FM-Versuchssender bauen. Nach einer ersten Ablehnung gelang es ihm schließlich, gegen Ende 1939 eine Sendeerlaubnis der FCC für den Bereich 41 bis 44 MHz zu bekommen. Die ersten 25 FM-Empfänger ließ er Ende 1937 von General Electric produzieren. General Electric wurde auch der erste Lizenznehmer seiner FM-Patente. Die erste Ausstrahlung des Senders in Alpine war am 18. Juli 1939. Der Sender stellte seinen Betrieb nach dem Tod Edwin Armstrongs am 6. März 1954 ein.
Armstrong entwickelte ein vollständiges FM-System mit Sende- und Empfangsgeräten und versuchte, andere, kleinere Firmen als RCA für die neue Technik zu gewinnen. Er hatte damit zum Teil Erfolg, zu General Electric als Lizenznehmer für Radiogeräte gesellten sich bald andere, u. a. Western Electric, Stromberg Carlson und Zenith. Eine der ersten Senderketten, die sich für die Ausstrahlung von FM-Sendungen interessierte, war das Yankee Network von John Shepard. Am 24. Juli 1939 begann der Yankee Network Sender W1XOJ in Paxton, Massachusetts, mit der regulären Sendung auf 43 MHz.
Im Herbst 1939 lagen der FCC über 150 Anträge für FM-Rundfunkstationen vor. Wegen der vielen Anträge wäre der ursprünglich zugeteilte Frequenzbereich bald zu eng geworden, und so wurde am 20. Mai 1940 der Bereich für FM-Sendungen von der FCC auf 42 bis 50 MHz geändert und für kommerzielle Sender ab dem 1. Januar 1941 zugelassen.
Ab 1939 wurden Empfänger fast nur noch für das Militär produziert. Das wirkte sich auch auf Armstrongs finanzielle Situation aus. Er hatte bis dahin über 1 Mio. USD in die FM-Übertragung investiert, hatte aber weniger als 500.000 USD aus Lizenzgebühren eingenommen, und weitere Einnahmen blieben aus, weil kein Hersteller mehr für den privaten Markt produzierte. Der Krieg unterbrach Armstrongs Bemühungen, die Verbreitung des FM-Rundfunk voranzutreiben. Er arbeitete in dieser Zeit bis 1945 als Zivilangestellter für das US-Militär.
1945, nach dem Krieg, entschied die FCC, wegen befürchteter Störungen durch die Sonnenaktivität und auch der höheren Wahrscheinlichkeit von Überreichweite im bestehenden FM-Band das ursprünglich genehmigte Frequenzband in den Bereich 88–108 MHz zu verschieben. Seltsamerweise wurde der frei werdende Frequenzbereich für Fernsehausstrahlungen freigegeben. Das für diese Art von Störungen noch anfälligere Fernsehen konnte nach Ansicht der FCC also durchaus auf diesen Frequenzen arbeiten.
Durch die Frequenzverlegung wurden mehr als eine halbe Million FM-Radios und ca. 50 FM-Sendestationen, die bis zu diesem Zeitpunkt im Einsatz waren, unbrauchbar. Die noch junge FM-Industrie warf dies um Jahre zurück. Um 1950 waren dann wieder über 600 FM-Sender aktiv, und Armstrong hatte knapp 2 Mio. USD Lizenzgebühren aus seinen FM-Patenten eingenommen. Die Ausgaben für seine Radiostation in Alpine, die Angestellten und seine Forschung waren jedoch etwa ebenso hoch.
Obgleich die Qualität von FM- den AM-Übertragungen weit überlegen war, dauerte es noch Jahrzehnte, bis sich die FM-Sender (UKW) weitflächig gegen die stark vertretenen AM-Stationen (LW und MW) behaupten konnten.

## Patentauseinandersetzungen vor Gericht
Die Lizenz- und Patentlage in der Anfangszeit der drahtlosen Funkübertragung war verworren und kaum durchschaubar. Viele Ansprüche aus den Erfindungen mussten vor Gericht geklärt werden. Die Industrie baute Geräte mit oder ohne Lizenz, es wurden Bausätze für Geräte verkauft, um Lizenzgebühren zu umgehen, Firmen lizenzierten sich über Kreuz oder schlossen sich in großen Lizenzpools zusammen, und die Rechte von noch laufenden oder noch strittigen Patentanträgen wurden ge- und verkauft.
Edwin Armstrongs Erfindungen und Patente wurden immer wieder von anderen angegriffen, und um alle bedeutenden Patente wurde vor Gericht gestritten. Er war ein vorzüglicher Radiotechniker, bei seinen Rechtsstreitigkeiten war sein Vorgehen aber manchmal ungeschickt. Ohne seine Sturheit wäre z. B. das Patent für die Regenerative Schaltung ihm zugesprochen worden und nicht de Forest. Bei einigen Erfindungen war es aber auch so, dass die zugrunde liegenden Entdeckungen schon gemacht waren und andere gleichzeitig an deren Weiterentwicklung arbeiteten, was zwangsläufig zu ähnlichen Entwicklungen führen musste.

### Regenerativempfänger

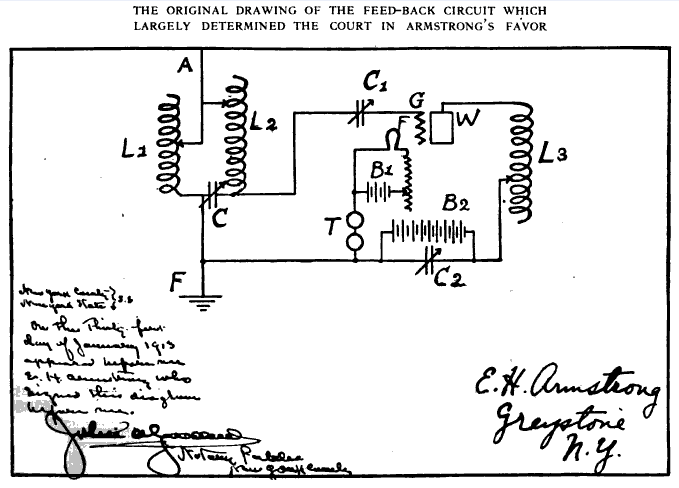
Schaltung des Regenerativempfängers

Im Jahr 1915 hatte Lee de Forest ein Patent für die regenerative Schaltung eingereicht und die Rechte daran später an AT&T verkauft. Auf Betreiben von AT&T mussten die Gerichte den Patentstreit um den Regenerativempfänger klären. Armstrong wurde dabei von RCA und Westinghouse unterstützt. Der Streit ging über mehrere Instanzen bis vor den Obersten Gerichtshof und endete schließlich 1934. Das Patent wurde de Forest zugesprochen. Entscheidend soll dabei ein Missverständnis der Richter bezüglich der Technik des Geräts gewesen sein. Dieser Patentstreit hätte schon früher zu Gunsten von Armstrong abgeschlossen sein können, Armstrong aber beharrte darauf, dass der fast bankrotte de Forest, der den vorangegangenen Prozess verloren hatte, die Prozesskosten übernehmen sollte. Dieser zog daraufhin in die nächste Instanz, welche letztendlich für ihn entschied.

### Superheterodynempfänger
Der französische Ingenieur Lucien Lévy hatte am 4. August 1917 in Frankreich (Nr. 493,660) und am 12. August 1918 in den USA (US-Patent No. 1,734,038) einen Patentantrag für die elektrische Übertragung von Energie eingereicht, der u. a. die grundlegenden Prinzipien des Überlagerungsempfangs beschrieb. Er hatte damit ca. ein halbes Jahr vor Armstrong, dessen Patentanmeldung vom 8. Februar 1919 stammte, seine Forderungen auf dieses Funktionsprinzip angemeldet. Nachdem er später die Ansprüche in seinem Patent denen Armstrongs angeglichen hatte, musste sich das Patentamt mit den beiden Anträgen beschäftigen, da nicht zweimal ein Patent auf die gleiche Erfindung ausgegeben werden konnte. Am 5. November 1929 wurde schließlich das Patent für den Superheterodynempfänger Lucien Lévy zugesprochen, da er dem Urteil nach 1917 die grundlegenden Prinzipien der Schaltung erfunden hatte. Die Rechte in Amerika an Lévys Patent hielt zu diesem Zeitpunkt AT&T.

### FM-Patente
RCA hatte Armstrong 1940 ein Angebot von einer Million USD für die FM-Patentrechte unterbreitet, er hatte aber abgelehnt. Armstrong wollte die Technik nur lizenzieren, nicht die Patente verkaufen. Ebenso befürchtete er, dass RCA nur die Verbreitung von FM-Stationen verhindern wollte, um damit ihre Investitionen in die AM-Technik zu schützen. Viele Radiogerätehersteller zahlten Lizenzgebühren für FM-Geräte, RCA und deren Lizenznehmer zahlten jedoch nicht, sie setzten die FM-Technik aber für die Tonübertragung in ihren Fernsehausstrahlungen ein und ließen sogar ein eigenes FM-System patentieren. Armstrong aber war auf die Lizenzeinkünfte angewiesen, wollte er seine Forschungen unabhängig weiterführen. So verklagte Armstrong 1948 RCA und NBC auf Verletzung seiner grundlegenden FM-Patente, da RCAs Patente seiner Meinung nach keine neuen Prinzipien enthielten. Diese Klage sollte den Rest seines Lebens überschatten. Während dieser Zeit soll Armstrong einmal geäußert haben: “They will stall this thing until I am dead or broke” (deutsch: „Sie werden diese Angelegenheit blockieren, bis ich tot oder pleite bin.“) Er sollte damit recht behalten.
Die sich hinziehenden Verfahren zermürbten Armstrong und zehrten seine Ersparnisse immer mehr auf. Kurz vor seinem Tod war Armstrong bereit zu einer Einigung mit RCA. Er forderte 2,4 Millionen USD, RCA bot aber nur 200.000 an, was nicht einmal ausreichte, um die angefallenen Prozesskosten zu decken. Er nahm dieses Angebot nicht an. Ende 1953 waren 21 Klagen von Armstrong wegen Verletzungen seiner FM-Patente anhängig.
Nach seinem Tod erreichte seine Witwe noch im Jahr 1954 eine Einigung mit RCA und erhielt etwas mehr als 1 Mio. USD. Von den 21 Klagen konnte sie zwei gewinnen, und die restlichen wurden zu ihren Gunsten beigelegt. Am 9. Oktober 1967 gab es in dieser Prozessserie die letzte Entscheidung gegen Motorola. Insgesamt erhielt Marion Armstrong ca. 10 Millionen USD von den beklagten Firmen.

### Liste relevanter US-Patente
Patente Armstrongs:
- Patent  US1113149: Wireless Receiving System. Veröffentlicht am 1914 (Regenerativempfänger).‌
- Patent  US1342885: Method of Receiving High Frequency Oscillations. Veröffentlicht am 1920 (Superheterodynempfänger/Überlagerungsprinzip).‌
- Patent  US1416061: Radioreceiving System having High Selectivity. Veröffentlicht am 1922 (Empfänger mit hoher Trennschärfe).‌
- Patent  US1424065: Signaling System. Veröffentlicht am 1922 (Superregenerativ-Empfänger).‌
- Patent  US1539820: Wave Signaling System. Veröffentlicht am 1925 (Verbesserungen für den Superregenerativ-Empfänger).‌
- Patent  US1539821: Wave Signaling System. Veröffentlicht am 1925 (Verbesserungen für den Superregenerativ-Empfänger).‌
- Patent  US1539822: Wave Signaling System. Veröffentlicht am 1925 (Verbesserung der Selektion des Superregenerativ-Empfänger).‌
- Patent  US1541780: Wave Signaling System. Veröffentlicht am 1925 (Verbesserungen für den Superregenerativ-Empfänger).‌
- Patent  US1941066: Radio Signaling System. Veröffentlicht am 1933 (Störabstandsverbesserung für FM-Empfänger).‌
- Patent  US1941067: Radio Broadcasting and Receiving. Veröffentlicht am 1933 (Ein System um ungewollte Werbeansagen ausblenden zu können. Keine der großen Erfindungen Armstrongs, interessant ist aber, dass diese Problematik schon so früh Anlass gab, über Gegenmaßnahmen nachzudenken.).‌
- Patent  US1941068: Radiosignaling. Veröffentlicht am 1933 (FM-Modulation und Demodulation).‌
- Patent  US1941069: Radiosignaling. Veröffentlicht am 1933 (Reichweitenerhöhung hoher Radiofrequenzen durch FM-Modulation).‌
- Patent  US1941447: Radio Telephone Signaling. Veröffentlicht am 1933 (Vermeidung von Fading und atmosphärischen Störungen durch die FM-Modulation).‌
- Patent  US2104012: Multiplex Radio Signaling System. Veröffentlicht am 1938 (Verfahren für Multiplex-FM-Übertragungen (als Beispiele werden die Übertragung eines Radioprogramms und die gleichzeitige Übertragung von Faksimile-Inhalten genannt sowie das Übertragen eines Radioprogramms mit zwei getrennten Kanälen um eine perspektivische Übertragung zu erreichen)).‌
- Patent  US2630497: Frequency Modulation Multiplex System. Veröffentlicht am 1953 (Verbesserungen für Multiplex-FM-Übertragungen).‌

Patente de Forests:
- Patent  US841387: Device For Amplifying Feeble Electrical Currents. Veröffentlicht am 1907 (Die de Forest Triode).‌
- Patent  US879532: Space Telegraphy. Veröffentlicht am 1908 (Audion mit Triode).‌

Patente Lévys:
- Patent  US1734038: Electrical Transmission Of Energy. Veröffentlicht am 1929 (Lévys Überlagerungsprinzip).‌
- Patent  US1457069: Receiving System For Electrical Waves. Veröffentlicht am 1923 (Verbesserungen zu No.1,734,038).‌
- Patent  US1466841: Antiparasitic Selecting System. Veröffentlicht am 1923 (Verbesserungen zu No.1,457,069).‌

## Ehrungen
Im Jahr 2001 wurde von der amerikanischen Fachzeitschrift CQ Amateur Radio die CQ Amateur Radio Hall of Fame gegründet, eine Ehrenrolle, in die jedes Jahr Persönlichkeiten aufgenommen werden, die sich in besonderer Weise um den Amateurfunk verdient gemacht haben. Der Name Edwin Howard Armstrong wurde im Jahr 2001 postum in diese Ehrenliste aufgenommen.

## Film
- Ken Burns: Empire Of The Air. The Men Who Made Radio. 1991